# Žika Gojković
Žika Gojković, cyr. Жика Гојковић (ur. 9 listopada 1972 w Somborze) – serbski polityk, poseł do Zgromadzenia Narodowego Republiki Serbii, założyciel i lider monarchistycznego ugrupowania POKS.

## Życiorys
Z wykształcenia ekonomista, obejmował stanowiska menedżerskie, prowadził też własną działalność gospodarczą. Zaangażował się w działalność polityczną w ramach Serbskiego Ruchu Odnowy. Pełnił funkcję wiceprezesa SPO, a także kierował strukturami tej partii w Wojwodinie. W 2008 po raz pierwszy uzyskał mandat posła do Zgromadzenia Narodowego. Z powodzeniem ubiegał się o reelekcję w wyborach w 2012, 2014 i 2016 z list wyborczych współtworzonych przez jego ugrupowanie.
W 2017 znalazł się w gronie osób oczekujących od przewodniczącego SPO Vuka Draškovcia odejścia z zajmowanej funkcji i zostania honorowym przewodniczącym. Žika Gojković został następnie wykluczony z ruchu. W tym samym roku założył monarchistyczne ugrupowanie POKS, w którym objął funkcję przewodniczącego. W 2022 jedna z frakcji partii na nowego przewodniczącego wybrała Vojislava Mihailovicia. Žika Gojković nie zgodził się z tą decyzją, a państwowa komisja wyborcza uznała jego prawo do posługiwania się szyldem POKS. W wyborach w tym samym roku był jednym z liderów bloku tworzonego wspólnie z Dveri; w wyniku głosowania ponownie uzyskał mandat deputowanego. Później w 2022 przegrał ostatecznie spór o przywództwo w POKS – Vojislav Mihailović został wpisany jako przewodniczący ugrupowania do rejestru partii politycznych.
W wyborach w 2023 ubiegał się o mandat poselski ze 117. miejsca na liście stworzonej wokół Serbskiej Partii Postępowej, ponownie uzyskując wybór do serbskiego parlamentu.